# Hällesjö socken
Hällesjö socken i Jämtland ingår sedan 1974 i Bräcke kommun och motsvarar från 2016 Hällesjö distrikt.
Socknens areal är 890,90 kvadratkilometer, varav 831,80 land. År 2000 fanns här 888 invånare. Bebyggelsen Hällesjö med sockenkyrkan Hällesjö kyrka ligger i socknen. 

## Administrativ historik
Hällesjö socken har medeltida ursprung. Fram till 1400-talet var dess namn Rotakäls socken.
Vid kommunreformen 1862 överfördes ansvaret för de kyrkliga frågorna till Hällesjö församling och för de borgerliga frågorna till Hällesjö landskommun. Landskommunen inkorporerades 1952 i Kälarne landskommun som 1974 uppgick i Bräcke kommun. Församlingen ingår sedan 2002 i Hällesjö-Håsjö församling.
1 januari 2016 inrättades distriktet Hällesjö, med samma omfattning som församlingen hade 1999/2000.
Socknen har tillhört fögderier, tingslag och domsagor enligt vad som beskrivs i artikeln Jämtland. De indelta soldaterna tillhörde Jämtlands fältjägarregemente och Jämtlands hästjägarkår.

## Geografi
Hällesjö socken ligger i sydöstra Jämtland kring Gimån med dess biflöde Ljungån. Socknen har odlingsbygd kring vattendragen och är i övrigt en kuperad sjörig bergs- och skogsbygd med höjder som i nordväst når 520 meter över havet.
Länsväg 320 går genom socknen från Kälarne via Sörbygden och vidare mot Holm och Stöde i Medelpad. I sockenområdets nordvästra del passerar Norra stambanan samt länsväg 323. Här ligger Gastsjö, vilket är en by samt en gammal, numera nedlagd, järnvägsstation.

### Geografisk avgränsning
I norr gränsar den gamla socknen mot Håsjö socken. I väster ligger Nyhems socken, i sydväst Bräcke socken och i söder Borgsjö socken och Torps socken i Ånge kommun, Medelpad. I sydost gränsar socknen mot Holms socken i Sundsvalls kommun och i öster ligger Fors socken i Ragunda kommun.

## Byar och hemman
Hällesjö socken består historiskt av nedan listade byar och enstaka hemman. När en by har flera hemman anges också hemmansnumren.
- Alanäset (kallas Albacken), by med två hemman (1–2) och en jordlägenhet (3), i jordeboken sedan 1761, har utvecklats till småorten Albacken. Byn ligger på ett näs vid sjön Alan, därav namnet. Namnet Albacken, som trängt ut Alanäset, härrör från en poststation på platsen.
- Ansjö, by med tre hemman (1–3), namnet efter läget vid Ansjön. Södra delen av samhället Kälarne ligger på mark som hör till Ansjö.
- Berget, se Gustavsnäs.
- Björnåsen, enstaka hemman, i jordeboken sedan 1825, öde sedan 1930-talet.
- Byn, by med två hemman (1–2).
- Eltnäs, enstaka hemman, första gången i jordeboken 1825.
- Fastgård, enstaka hemman, läget oklart, namnet försvinner i början av 1600-talet.
- Flyarna, enstaka hemman, i jordeboken sedan 1825.
- Gastsjö, enstaka hemman, i jordeboken sedan 1825, har namn efter den intilliggande sjön Gastsjön.
- Getingfors, enstaka hemman, i jordeboken sedan 1825.
- Gustavsnäs (eller Berget), enstaka hemman, i jordeboken sedan 1825.
- Hemsjö, enstaka hemman.
- Hillersberg (eller Svarthöjden), enstaka hemman, i jordeboken sedan 1825.
- Hucksjöåsen, enstaka hemman, i jordeboken sedan 1825.
- Hårdgård, enstaka hemman.
- Hällesjö, se Sörbygden och Tomasgård.
- Karlsgård, enstaka hemman.
- Kråkstenssjö, se Stensjö.
- Kälarne, se Ansjö.
- Ljungå, enstaka hemman, i jordeboken sedan 1761. Ett sågverk etablerades i Ljungå redan på 1700-talet vid en fors i den intilliggande Ljungån. Ett kapell, Ljungå kapell, uppfördes 1865 för sågverksarbetarna. I slutet av 1930-talet ägdes Ljungå av Skönviks Aktiebolag och omfattade 7000 hektar skog och 100 hektar åker.[8]
- Lund, by med två hemman (1–2), utgör tillsammans med Tomasgård och Prästbordet bebyggelsen Hällesjö (se Tomasgård).
- Mjösjö, enstaka hemman.
- Mon (tidigare Småtjärnarna), ödegård.
- Måsjön, enstaka hemman, i jordeboken sedan 1825.
- Prästbordet, enstaka hemman (kyrkojorden i Hällesjö). Nuvarande sockenkyrka, uppförd på 1840-talet, ligger inte i Prästbordet utan i angränsande Tomasgård. Prästbordet utgör tillsammans med Lund och Tomasgård bebyggelsen Hällesjö (se Tomasgård).
- Sandlägden, se Stensjö.
- Småsjöarna, enstaka hemman, i jordeboken sedan 1825.
- Småtjärnarna, se Mon.
- Stensjö (tidigare Kråkstenssjö, Kråkstensmarken och Sandlägden), enstaka hemman, i jordeboken sedan 1825.
- Storåsen, enstaka hemman, i jordeboken sedan 1881.
- Strandåker, by med två hemman (1–2), i jordeboken sedan 1825.
- Sörbygden är ett samlingsnamn på bebyggelsen vid Hemsjön och omfattar byarna och hemmanen Byn, Hårdgård, Karlsgård, Västanbäck, Flyarna, Hemsjö och Sörviken. Namnet Sörbygden står i motsats till den längre norrut belägna bebyggelsen Hällesjö kring kyrkan som består av Lund, Tomasgård och Prästbordet.
- Sörviken, enstaka hemman, i jordeboken sedan 1825.
- Tjärnarna, se Öråtjärn.
- Tomasgård, enstaka hemman. Hällesjö kyrka, uppförd 1846–47, är byggd på Tomasgårds mark invid gränsen till Prästbordet. Den ersatte en medeltida kyrka som låg strax om den nya. Tomasgård utgör tillsammans med Lund och Prästbordet bebyggelsen Hällesjö. Någon by med namnet Hällesjö har aldrig funnits. Sockennamnet syftar snarast på kyrkans läge invid sjön Hällsjön.
- Västanbäck, enstaka hemman.
- Öråtjärn (eller Tjärnarna), enstaka hemman, i jordeboken sedan 1825.

## Fornlämningar
Lösfynd från stenåldern samt cirka 170 fångstgropar har påträffats.

## Namnet
Namnet (1270 Hiælzsio) kommer från sjön där kyrkan ligger. Sjönamnet i sin tur kommer från en stor berghäll i sjöns södra ände.

## Befolkningsutveckling
| Befolkningsutvecklingen i Hällesjö socken 1810–1990                                                      | Befolkningsutvecklingen i Hällesjö socken 1810–1990 | Befolkningsutvecklingen i Hällesjö socken 1810–1990 | Befolkningsutvecklingen i Hällesjö socken 1810–1990 | Befolkningsutvecklingen i Hällesjö socken 1810–1990 |
| --- | --------------------------------------------------- | --------------------------------------------------- | --------------------------------------------------- | --------------------------------------------------- |
| |                                                     |                                                     |                                                     |                                                     |
| År |                                                     |                                                     | Folkmängd                                           |                                                     |
| 1810 | 1810                                                |                                                     | 430                                                 |                                                     |
| 1820 | 1820                                                |                                                     | 503                                                 |                                                     |
| 1830 | 1830                                                |                                                     | 590                                                 |                                                     |
| 1840 | 1840                                                |                                                     | 681                                                 |                                                     |
| 1850 | 1850                                                |                                                     | 888                                                 |                                                     |
| 1860 | 1860                                                |                                                     | 1 198                                               |                                                     |
| 1870 | 1870                                                |                                                     | 1 475                                               |                                                     |
| 1880 | 1880                                                |                                                     | 1 690                                               |                                                     |
| 1890 | 1890                                                |                                                     | 2 029                                               |                                                     |
| 1900 | 1900                                                |                                                     | 2 191                                               |                                                     |
| 1910 | 1910                                                |                                                     | 2 466                                               |                                                     |
| 1920 | 1920                                                |                                                     | 2 541                                               |                                                     |
| 1930 | 1930                                                |                                                     | 2 610                                               |                                                     |
| 1940 | 1940                                                |                                                     | 2 420                                               |                                                     |
| 1950 | 1950                                                |                                                     | 2 186                                               |                                                     |
| 1960 | 1960                                                |                                                     | 2 084                                               |                                                     |
| 1970 | 1970                                                |                                                     | 1 518                                               |                                                     |
| 1980 | 1980                                                |                                                     | 1 275                                               |                                                     |
| 1990 | 1990                                                |                                                     | 1 057                                               |                                                     |
| Anm: Källor: Umeå universitet - Tabellverket 1749-1859, Demografiska databasen, CEDAR, Umeå universitet. |                                                     |                                                     |                                                     |                                                     |